# Gombosszeg
Gombosszeg község, aprófalu Zala vármegye középső részén, a Zalaegerszegi járásban, a Zalai-dombság területén, a Göcsej tájegység területén. A település Magyarország huszonhatodik legkisebb települése lakónépesség szerint. A falu 216 hektáron terül el, amelyen mindössze 37 fő él 33 lakóházban. A faluban a népsűrűség 21,76 fő/ km². A falutól keletre folyik a Cserta folyó. A települést délkelet-kelet felől félkörívben gazdasági hasznosítású erdőrészletek, erdőtagok határolják, ám a település gazdasági szerepe nem számottevő. Már a középkor óta lakott település, amelynek aranykora a múlt század közepén volt, majd fokozatos hanyatlás következett be elsősorban az elöregedés és az elvándorlás következtében, melynek hatására visszaesett a falu lakosainak száma. A település egyutcás falu, amely a Petőfi Sándor utcából áll. Alsóbbrendű közúton érhető el a megyeszékhely, valamint az ország főúthálózata. Vasútvonal nem érinti a községet.

## Fekvése
Gombosszeg apró település egy dombháton, a Göcsej szívében a Zalaegerszegi járásban, a vármegye középső részének északnyugati felén. Becsvölgye vagy a Nagylengyel-Petrikeresztúr út felől lehet megközelíteni. Északról és északkelet felől Pálfiszeg, kelet felől Ormándlak, délkeleti irányból Iborfia, dél felől Petrikeresztúr, délnyugat, nyugat és északnyugat felől Becsvölgye határolja.

### Vízrajza
A falu keleti szélén folyik a Cserta folyó, amely a település felszíni vizeit szállítja el a Kerkába.

### Közlekedésföldrajza
Gombosszeg az ország fő közlekedési úthálózatának perifériáján fekszik, alsóbb rendű közúton haladva a megyeszékhelytől mintegy 20 kilométernyire található, míg 17 kilométernyire keletre fekszik alsóbbrendű közúton a 86-os főúttól, a 75-ös főúttól pedig körülbelül 10 kilométernyire északra található. A 7414-es úton közelíthető meg Becsvölgye (a 7405-ös út) irányából, valamint ugyanezen út köti össze a 7401-es úttal, melyen a megyeszékhely és a 75-ös főút felől lehet megközelíteni.
A szomszédos települések közül Petrikeresztúr 4,5, Becsvölgye 5,1, Nagylengyel 5,3 kilométer távolságra található, míg a környék nagyobb városai közül Zalaegerszeg 20 kilométernyire fekszik.
Vasútvonal nem érinti sem a települést közvetlenül, sem a környező falvakat. A legközelebbi vasútállomás Zalaegerszegen található. A településtől keletre a Nagylengyelt Petrikeresztúrral összekötő út mentén autóbusz megállóhely van.

## Geológia
A település területének felszínét a Cserta folyó által a Göcsej, tágabb értelemben véve a Zalai-dombság felszínébe vájt völgye határozza meg. A perm időszakban a terület süllyedésnek indult. Ebből a földtörténeti korból származnak legrégebbi kőzetei is. A süllyedés során egy üledékgyűjtő keletkezett, amely a triász időszak idején is fennmaradt. A környező területek szénhidrogénkészletei ebben az időszakban halmozódtak fel. A jura időszak és a kréta időszak során újabb üledékrétegek rakódtak rá a korábbi üledéktakaróra. A vidék kőzetei jelentős részben a harmadidőszakból származnak, amikor is egy újabb süllyedés miatt a területet tenger öntötte el az eocén korban, majd az oligocén idején újra szárazra került a vidék. A miocén korban ismét süllyedés történt, melynek során sekély tengervíz öntötte el a területet, amely során vastag üledéktakaró rakódott le. A tenger visszahúzódásával újra szárazfölddé vált a vidék, majd az Ős-Mura és az Ős-Rába kialakította a zalai térség hordalékkúpjait. Ezután némi lassú emelkedést követően a megtöredezett felszínből lassanként elkezdett kialakulni a napjainkban is ismert felszíni formavilág. A jégkorszakok idején alakult ki a Göcsejre jellemző homok-, vályog- és lösztalaj.

## Éghajlat
A terület éves csapadékmennyisége meghaladja a 720 millimétert. A legcsapadékosabb hónapok a nyáron vannak, mivel a legtöbb csapadék június és  július hónapokban hullik. A nyár eleji csapadékmaximumot követően ősszel ismét csapadékosabb az időjárás, míg télen hullik a legkevesebb csapadék. A tenyészidőszak alatt átlagosan 450 mm csapadékra lehet számítani. A csapadékos napok száma mintegy 95 körül alakul. Havazásra elsősorban a december-február közti időszakban lehet számítani, januárban van a legnagyobb esélye a havazásnak. Átlagosan 81 a hótakarós napok száma évente. Az éves napfénytartam 1850-1900 óra, amelyből a tenyészidőszakra 1300-1350 óra napsütés jut. A nyári napok száma 64-65, a hőségnapoké kevesebb, mint 14. A január a leghidegebb hónap, ekkor van a legtöbb fagyos nap is. Az első fagyos nap október 15. környékén, míg az utolsó április 25-26. környékén fordulhat elő. A tenyészidőszak 174-175 napos. Az uralkodó szélirány északi, de a déli, délnyugati szél is gyakran előfordul. A völgyek mélyebb elhelyezkedése kedvez a ködképződésnek.

## Története

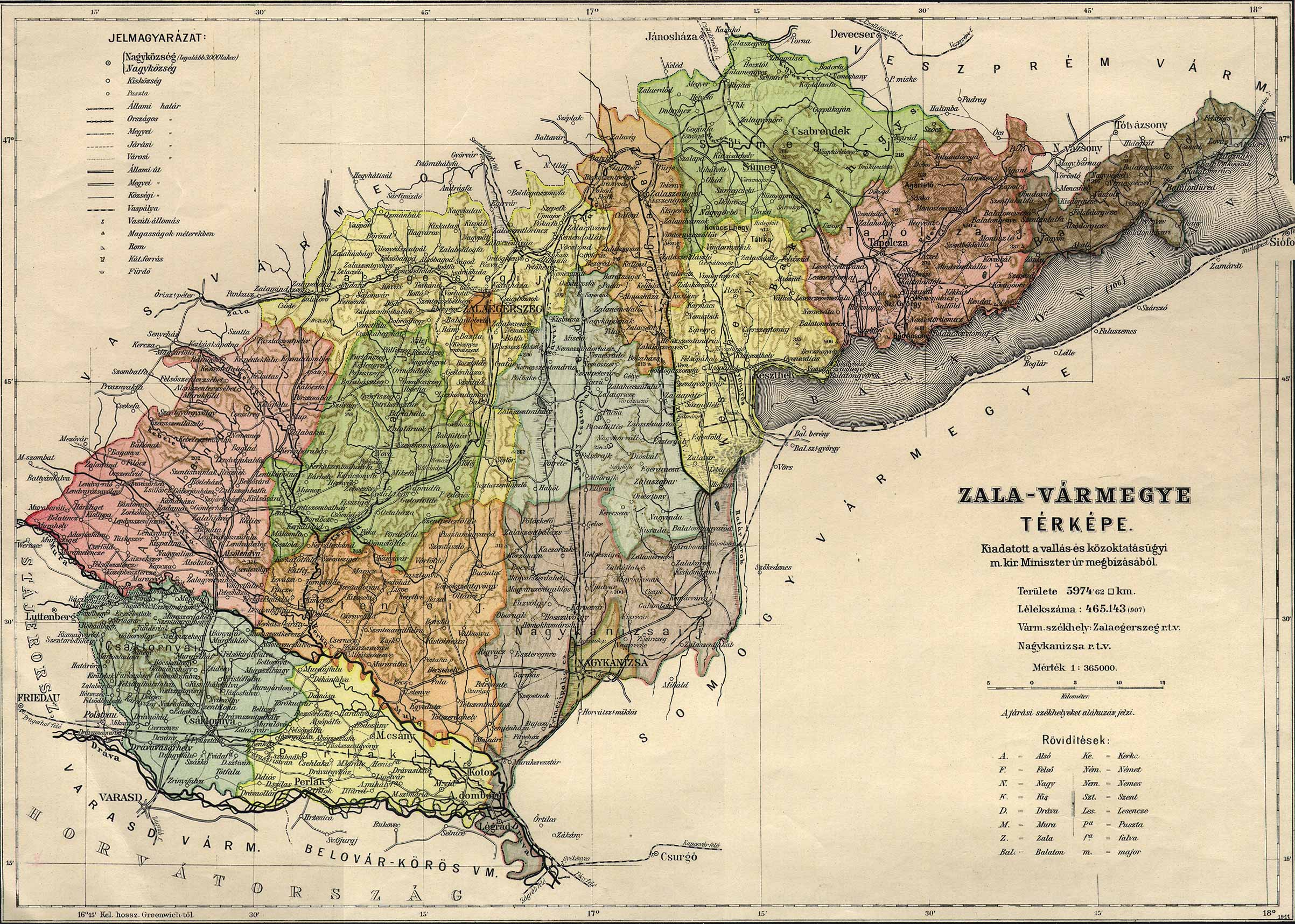
Zala vármegye térképe 1910-ből

A göcseji „szegek ”közé tartozó jellegzetes település hajdani birtokosáról, a Gombos családról kapta a nevét. 1799 óta hívják Gombosszegnek. Lakói valaha nemesek és jobbágyok voltak, akik békeidőben mezőgazdálkodással és állattartással foglalkoztak.
1777-ben a Gombosszeg is Petrikeresztúrhoz tartozott, akárcsak Vasszeg, Szamárszeg, Gombosszeg, Győrfiszeg és Tekints településrészek. 1790-ben három kétségtelen nemest írtak össze a faluban, akinek családnevei a következők voltak: Gombos, Nagy és Zágorhidai Gombos. A falu a nemesi összeírások alkalmával (1790, 1829 és 1845) minden esetben az Egerszegi járás részét képezte.
1829-ben négy fő nemest, azon belül 3 fő kétségtelen nemest írtak össze a faluban, akinek családnevei a következők voltak: Gombos, Gombos, valamint Nagy voltak. Az egyik Gombos családnevű nemes kétséges nemes volt.
1830-ban a falu plébánosa természetbeni juttatásként búzát és rozst kapott, valamint 1 kocsi tűzifát a fogatosoktól. A falu tanítója természetbeni juttatásként búzát, rozst és mustot kapott, valamint a gyermekek tanításáért negyed évente 18 krajcárt, télen pedig egy kocsi mennyiségű tűzifát kapott. A tanító éves jövedelme tehát 72 krajcár volt, azaz havi fizetése 6 krajcár volt.
1845-ben tizenkét fő kétségtelen nemest írtak össze a faluban, akinek a nevei következők voltak: Gombos Ferenc, Gombos Ferenc (idősebb),  Gombos György, Gombos István, Gombos János, Gombos József, Gombos József, Gombos László, Gombos László, Nagy Ferenc, Nagy József, Nagy Péter.
A falu 1925-ben a nagylengyeli körzeti orvoshoz tartozott. Az 1925-ös Közigazgatási Útmutató munkalapja alapján 1925-ben egy cipész és egy cséplőgépész volt a községben..
A második világháború után a település lakóinak egy része más megyékben vállalt bérmunkát, illetve ingázóként olajipari létesítményekben kereste kenyerét.
1949-ben a falu közigazgatásilag a petrikeresztúri tanács illetékessége alá tartozott. A falu területe ekkor 381 kataszteri hold volt, illetve 219 hektár.
Az idők során három egyházmegyéhez is tartoztak a település római katolikus vallású lakói.
A térség építkezésére jellemző volt a vert földből épített füstkonyhás, zsúptetős ház és a zsilipelt boronafalú kamraépület.
A telefonhálózatot 1948-ban építették ki. A falu főutcáját képező Petőfi utca 1950-ben kapott burkolatot. Becsvölgye és Gombosszeg között 1958-ban készült el az aszfaltozott burkolattal ellátott közút. Ugyanebben az évben indult az első autóbuszjárat is.
A faluba 1962-ben vezették be a villamosenergiát. 1968-ban épült a község kultúrháza. 1970-ben a népesség megoszlása a következőképpen alakult: mezőgazdaságból élők 78 fő, közülük kereső 52 fő, az iparból 31-en éltek, közülük kereső 17 fő volt, egyéb 19 fő, melyből kereső 11 fő volt.
A falu napjainkban a gellénházi körjegyzőséghez tartozik. Körzeti orvos szerint a falu Nagylengyelhez tartozik, míg fogászati ellátás tekintetében Gellénháza fogászati rendelője az illetékes. A településen elérhető a Telekom és a Telenor széles sávú mobilinternet hálózata.
A faluházban a helyi hagyományoknak megfelelően berendezett egykori lakóházat lehet megtekinteni. A falu címerében is szereplő harangláb a település egyik nevezetessége. Gombosszeg Nádas Péter író otthona.

## Közélete

### Polgármesterei
- 1990–1994: Dömök Lászlóné (független)[20]
- 1994–1998: Dömök Lászlóné (független)[21]
- 1998–2002: Dömök Lászlóné (független)[22]
- 2002–2006: Török Zoltán (független)[23]
- 2006–2010: Török Zoltán (független)[24]
- 2010–2014: Török Zoltán (független)[25]
- 2014–2019: Németh Szabolcs (független)[26]
- 2019–2024: Zillichné Fekete Tünde (független)[27]
- 2024– : Némethné Görgőy Zsófia (független)[1]

Az 1998-as magyarországi önkormányzati választáson Dömök Lászlóné nyerte el a településen a polgármesteri címet. A képviselő-testület tagjai mindhárman függetlenek voltak. A képviselő-testületet 1998 és 2002 között Gombos László, Kovács Vilmos és Miklós Károlyné alkották.
A 2002-es magyarországi önkormányzati választáson két független jelölt indult a polgármesteri székért, Miklós Károly Béla és Török Zoltán, akik közül utóbbi nyerte el a polgármesteri címet. A képviselő-testületi helyekért négy független jelölt indult. A jelöltek névsora a következő volt: Gombos Róbert, Lapat Imre, Lukács Gyula és Végh István Péter. Közülük Lukács Gyulán kívül mindenkit megválasztottak képviselőnek.
A 2006-os magyarországi önkormányzati választáson két független jelölt indult a polgármesteri székért, Toplak Margit és Török Zoltán. A képviselő-testületi helyekért hét független jelölt indult. A jelöltek névsora a következő volt: Gombos Zsolt, dr. Horváth István, Lapat Imre, Lukács László, Németh Szabolcs, Toplak Margit és Végh István Péter.
A 2010-es magyarországi önkormányzati választáson 32 fő szerepelt a névjegyzékben, ebből 27 fő (a választók 84,38%-a) adta le szavazatát, melyből egy sem bizonyult érvénytelennek, így 27 érvényes szavazat döntött. Török Zoltán független jelölt 14 szavazatot (51,85%) kapott, míg Németh Szabolcs 13-at (48,15%). Az egyéni listán két független jelölt indult, akik közül Végh Viktória 24, míg dr. Horváth István 16 szavazattal lett képviselő.
A 2014-es magyarországi önkormányzati választáson 34 fő szerepelt a névjegyzékben, ebből 25 fő adta le szavazatát, melyből egy sem bizonyult érvénytelennek, így 25 érvényes szavazat döntött. Németh Szabolcs független jelölt ezúttal egyedüli jelöltként indult, így a megszerzett 25 szavazata a szavazatok 100 százalékát jelentette. Az egyéni listán három független jelölt indult, akik közül dr. Horváth István 22, Zilichné Fekete Tünde pedig 20 szavazatot kapott és ezzel mindketten képviselők lettek, míg a mindössze 3 szavazatot begyűjtő Végh István Péter nem jutott be a képviselő-testületbe. A 34 választásra jogosult szavazóból az egyéni listás választáson 25 fő jelent meg, akiknek a szavazatai közül egy érvénytelennek bizonyult, ezért ebben az esetben 24 szavazat döntött.
A 2016. október 2-án tartott országos népszavazáson a település választói névjegyzékében szereplő 37 fő 51,4 százaléka (19 fő) adta le szavazatát, tizennyolcan (94,74%) a Nem lehetőséget választották, egyetlen választó pedig érvénytelen szavazatot adott le (5,26%).
A 2019-es magyarországi önkormányzati választáson a településen ismét egyetlen, függetlenként induló polgármester-jelölt volt: Zillichné Fekete Tünde. Az egyéni listás jelöltek mindegyike függetlenként indult. Az egyéni listás jelöltek: Fersztl Viktória és Szászy-Horváth Edit. A választáson a település 42 választópolgára adhatta le szavazatát. A polgármester, értelemszerűen, Zillichné Fekete Tünde lett. A képviselő-testületbe Fersztl Viktória 24 szavazattal és Szászy-Horváth Edit 19 szavazattal kerültek be.

## Demográfia
1792-ben 106, míg 1802-ben már csak 53 római katolikus vallású lakója volt a falunak.
1830-ban 44 katolikus conf. capax és 17 incapax lakost, azaz összesen 61 főt írtak össze. A falu lakóinak nyelve a magyar volt.
Gombosszegnek 1851-ben 75  lakosa volt.
1949-ben a faluban összesen 45 ház állt és lakossága 185 fő volt. A falu lélekszáma ekkor tetőzött.
A falu lakóinak és házainak száma 1962-ben 151 fő és 41 lakóház volt. 1970-ben 40 lakóház állt a településen és 128 lakosa volt.
A település Magyarország huszonhatodik legkisebb települése lakónépesség alapján. A falu 2016-ban 216 hektáron terül el, amelyen mindössze 37 fő él 33 lakóházban. Gombosszeg népsűrűsége 21,76 fő/km².
A 2011-es népszámlálás idején a 35 lakosból 29 magyar nemzetiségűnek, 15 római katolikus vallásúnak, 7 felekezeten kívülinek vallotta magát.
2022-ben a lakosság 62,7%-a vallotta magát magyarnak, 7,8% németnek, 3,9% egyéb, nem hazai nemzetiségűnek (31,41% nem nyilatkozott; a kettős identitások miatt a végösszeg nagyobb lehet 100%-nál). Vallásuk szerint 29,4% volt római katolikus, 2% református,2% egyéb keresztény, 9,8% felekezeten kívüli (56,9% nem válaszolt).
| Lakosok száma | 36   | 37   | 37   | 61   | 51   | 51   | 59   |
|               | 2013 | 2014 | 2015 | 2021 | 2022 | 2023 | 2024 |

## Címere
A település címere álló reneszánsz pajzs, melynek kék mezőjében arany színű harangláb áll a címer aljában elhelyezkedő zöld dombon. A dombot keresztben ezüst színű szalag szeli ketté, mely a falu határában folyó patakra utal. A domb és a rajta álló harangláb a szeres településformát jelképezi és a szegek óvó, védő szerepkörére utal. A haranglábat fekete kontúrvonalak rajzolják ki.

## Kulturális öröksége
Matus Teréz házának kamráját (eredeti címe: Gombosszeg, Petőfi út 36. volt) 1966-ban megvásárolták a tulajdonostól, majd lebontották, azután újra felépítették a Göcseji Falumúzeumban.
Gombosszeghez kötődik az a legenda, mely szerint a falu Kígyó-árok elnevezésű területén élt egy akkora méretű kígyó, amely egyszer betört a faluba és elragadott egy birkát. Erről a történetről Szentmihályi Imre írt 1964-ben.

## Gazdasága

### Gazdaságtörténet
A mezőgazdaság terén elsősorban az állattenyésztéssel kapcsolatos adatok maradtak fenn, melyek alapján a következőképpen alakult a tenyésztett állatok egyedszáma az idők során:
| Év   | Szarvasmarha | Változás  | Tehén | Változás  | Ló | Változás  | Sertés | Változás  | Juh | Változás  | Baromfi | Változás  | Méhcsaládok | Változás  |
| ---- | ------------ | --------- | ----- | --------- | -- | --------- | ------ | --------- | --- | --------- | ------- | --------- | ----------- | --------- |
| 1895 | 74           | -         | 28    | -         | 9  | -         | 96     | -         | -   | -         | 341     | -         | 5           | -         |
| 1911 | 109          | Növekedés | 41    | Növekedés | 7  | Csökkenés | 71     | Csökkenés | 0   | Állandó   | 0       | Csökkenés | 0           | Csökkenés |
| 1935 | 99           | Csökkenés | 59    | Növekedés | 23 | Növekedés | 103    | Növekedés | 0   | Állandó   | 562     | Növekedés | 16          | Növekedés |
| 1942 | 146          | Növekedés | 57    | Csökkenés | 25 | Növekedés | 60     | Csökkenés | 0   | Állandó   | 0       | Csökkenés | 0           | Csökkenés |
| 1962 | 112          | Csökkenés | 51    | Csökkenés | 29 | Növekedés | 97     | Növekedés | 4   | Növekedés | 0       | Állandó   | 0           | Állandó   |
| 1966 | 129          | Növekedés | 58    | Növekedés | 28 | Csökkenés | 71     | Csökkenés | 3   | Csökkenés | 1028    | Növekedés | 0           | Állandó   |

Libából 1935-ben 87 darab volt, míg 1966-ban 36 darabra csökkent állománya, kacsából 1935-ben nem volt, míg 1966-ban 4 darab volt, míg pulykát egyik időszakban sem jegyeztek fel az összeírások során.

### A falu gazdasága a 2010-es években
Gombosszeg magántulajdonban lévő, gazdasági célú erdőrészletei, erdőterületei a Zala Megyei Kormányhivatal illetékességi területéhez tartoznak, azon belül pedig a Baki erdőtervezési körzethez. Erdőterületei a kismértékben és a közepes mértékben tűzveszélyes kategóriába tartoznak. A faluba heti rendszerességgel szállít palackozott gázt a Prímaenergia Zrt. gázfutár szolgálata. A falu határában a Nagylengyeli Olajbányász Vadásztársaság hivatott vadászni.